# Branchewinda
Branchewinda ist ein Ortsteil der Stadt Arnstadt im Ilm-Kreis (Thüringen).

## Geografie
Branchewinda liegt im Vorland des Thüringer Waldes knapp sieben Kilometer südöstlich von Arnstadt, zum Westen hin am Fuße der Reinsberge, während die umliegenden Flächen des Dorfes landwirtschaftlich genutzt werden.

## Geschichte
Die erste urkundliche Erwähnung des Ortes datiert auf das Jahr 876. Die etwas höher gelegene und bereits im 12. Jahrhundert erbaute und 1717 erweiterte Kirche trägt den Namen St. Jacobus, des Schutzpatrons der Kauf- und Fuhrleute und war im Mittelalter Anlaufstelle für Händler, die den Ort auf den Handelswegen Richtung Nürnberg oder Saalfeld durchquerten. Bis 1918 gehörte der Ort zur Oberherrschaft des Fürstentums Schwarzburg-Sondershausen.
In der DDR gehörte die Gemeinde zum Kreis Arnstadt im Bezirk Erfurt. Am 1. August 1975 wurde Branchewinda nach Dannheim eingemeindet. Am 25. März 1994 ging Dannheim (mit Branchewinda) in der Gemeinde Wipfratal auf. Branchewinda wurde aufgrund seiner zentralen Lage auch zum Sitz der Gemeindeverwaltung. Am 1. Januar 2019 wurde Wipfratal in die Stadt Arnstadt eingemeindet.

## Politik
Die Arnstädter Ortsteile Branchewinda, Dannheim, Görbitzhausen und Roda haben eine gemeinsame Ortsteilverfassung gemäß § 45 Thüringer Kommunalordnung, sodass für alle vier Ortsteile ein gemeinsamer Ortsteilbürgermeister und Ortsteilrat zuständig ist.
Der ehrenamtliche Ortsteilbürgermeister ist seit 2019 Uwe Greßler, er wurde zuletzt bei den Kommunalwahlen in Thüringen am 26. Mai 2024 im Amt bestätigt. Zusammen mit sechs weiteren Mitgliedern bildet Greßler den Ortsteilrat.

## Kirche
- St. Jakobus der Ältere (Branchewinda)

## Wirtschaft und Infrastruktur
Branchewinda ist ein landwirtschaftlich geprägter Ort. Der größte Betrieb im Ort ist die „Landwirtschaftliche Erzeugergesellschaft Branchewinda mbH“, die ein Gebiet von ca. 2000 Hektar im gesamten Ilm-Kreis bewirtschaftet. Viele Bewohner des Ortes arbeiten in umliegenden Orten wie Arnstadt oder Ilmenau.
In Branchewinda befinden sich ein Feuerwehrhaus und ein Dorfgemeinschaftshaus.
Das Dorf liegt an der Landesstraße 1047 von Arnstadt nach Gehren. Weitere Straßen führen Richtung Marlishausen und Wipfra. Unweit verläuft die Autobahn 71 sowie die Schnellfahrstrecke Nürnberg–Erfurt.